# 2297 Daghestan
2297 Daghestan è un asteroide della fascia principale del diametro medio di circa 25,8 km. Scoperto nel 1978, presenta un'orbita caratterizzata da un semiasse maggiore pari a 3,1619641 UA e da un'eccentricità di 0,1345812, inclinata di 1,60584° rispetto all'eclittica.
L'asteroide è dedicato alla Repubblica Socialista Sovietica Autonoma del Daghestan.